# اچ‌ام‌اس کوراکوا (۱۸۵۴)

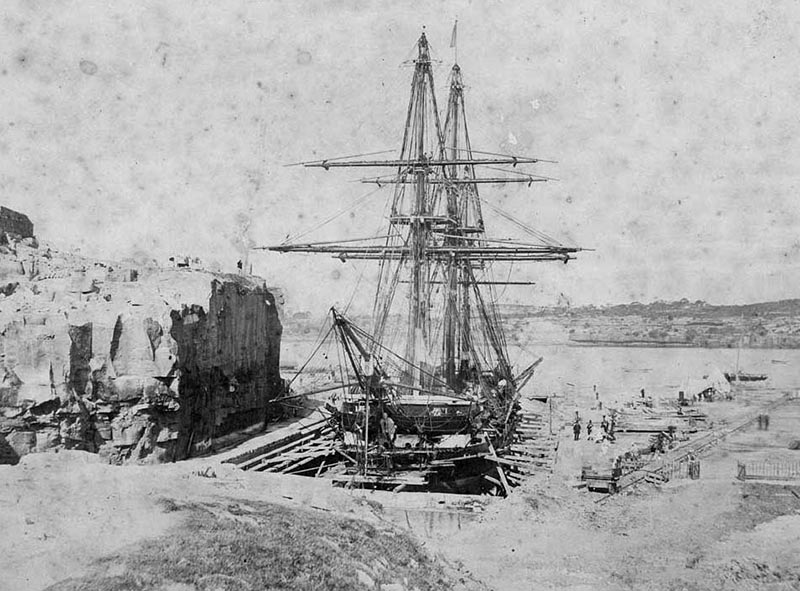
اچ‌ام‌اس کوراکوا (۱۸۵۴)

اچ‌ام‌اس کوراکوا (۱۸۵۴) (به انگلیسی: HMS Curacoa (1854)) یک کشتی بود که طول آن ۱۹۲ فوت (۵۹ متر) بود. این کشتی در سال ۱۸۵۷ ساخته شد.